# Windroosplein
Het Windroosplein is een plein in Amsterdam-Centrum.

## Geschiedenis en ligging
Alhoewel het plein in Amsterdam-Centrum ligt is het van recente aard. In de jaren zeventig en tachtig vond grootscheepse sanering en herontwikkeling plaats van de eilanden Kattenburg en Wittenburg. Industrie en scheepsbouw moesten plaatsmaken voor woonwijken. Een van de laatste plekken die bebouwd werden was de noordpunt van Wittenburg. Er was in 1980 al een pleintje met groenstrook te vinden, die gehandhaafd werd bij de bouw van het Vierwindenhuis. Aan het plein bleef ook enige oudbouw staan. Dat Vierwindenhuis werd deels naamgever van het plein; het is gebouwd als een windroos, een vierkant blok met punten richting de windrichtingen.
Het plein is per auto alleen te bereiken vanaf de kade van de Wittenburgergracht. Twee zijstraten daarvan (Grote en Kleine Wittenburgerstraat) omklemmen de Oosterkerk en lopen helemaal naar de noordpunt van het schiereiland. Voetgangers en fietsers hebben meer toegangen omdat de wijk meer ingericht werd voor langzaam verkeer. Het plein is echter een soort doodlopende straat; het wordt voor 270 graden omringd door water. De Zebrabrug vormt daarop voor langzaam verkeer een uitzondering.     

## Gebouwen
Aan het plein staat een mengeling van oud- en nieuwbouw; onder de oudbouw bevinden zich twee gemeentelijke monumenten, Windroosplein 73 een hoek vormend met Windroosplein 75-77. Blikvanger is echter het eerder genoemde monumentale Vierwindenhuis van Piero Frassinelli.

## Kunst
Er is slechts één uiting van kunst in de openbare ruimte en het was ook al niet nieuw. In 1993 werd het Monument De Waarheid van de Hoogte Kadijk naar hier verplaatst. Op de adressen Windroosplein 100 en 102 zijn twee kleine kunstwerkjes te vinden, een pen en een boek.

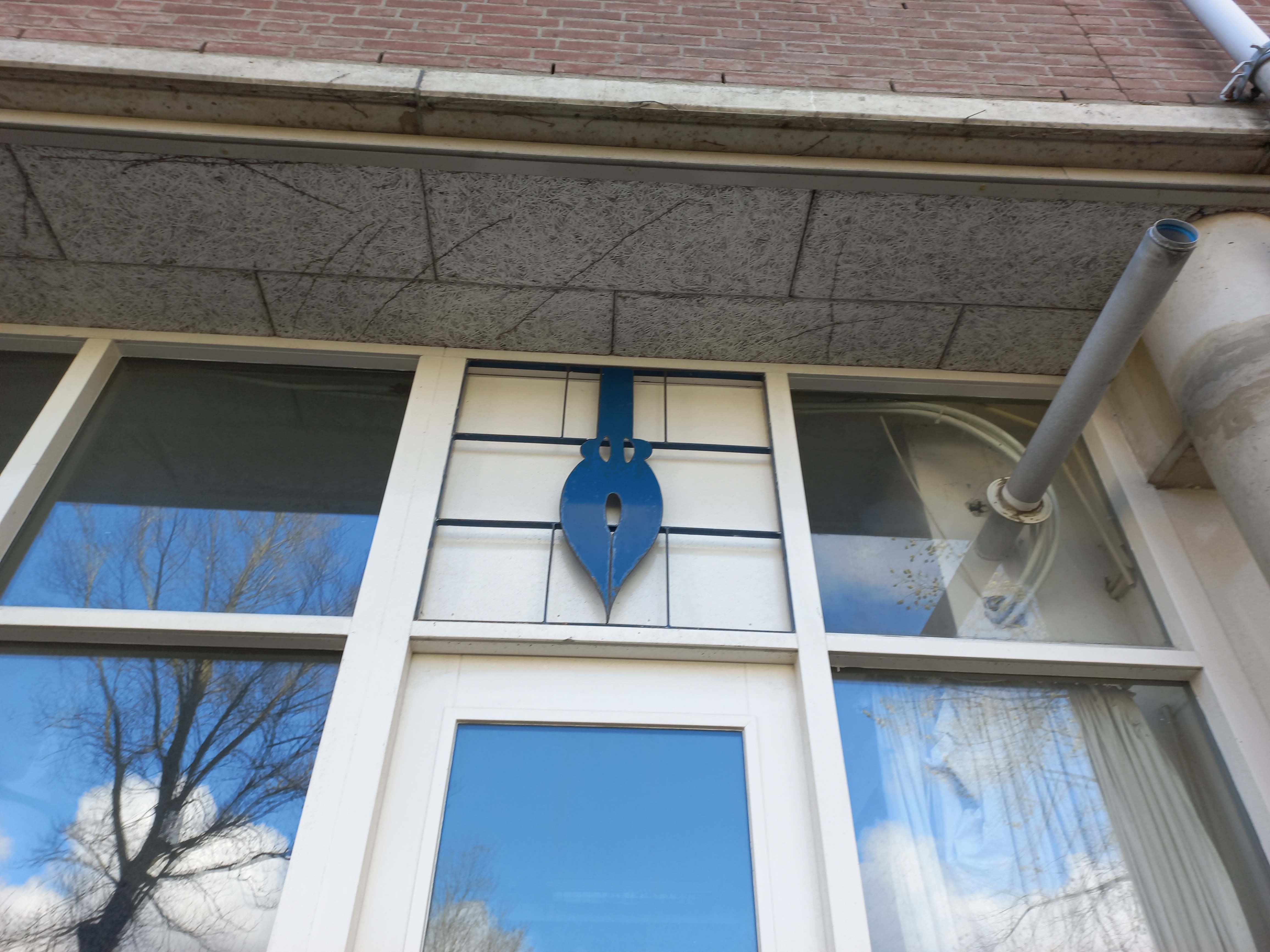
Pen op nummer 102 (april 2023)